# Miguel Prieto
Miguel Ángel Prieto Adanero (ur. 20 września 1964 w Segowii) – hiszpański lekkoatleta specjalizujący się w chodzie sportowym, uczestnik letnich igrzysk olimpijskich w Barcelonie (1992).

## Sukcesy sportowe
Największy sukces w karierze odniósł w 1986 r. w Stuttgarcie, zdobywając brązowy medal mistrzostw Europy w chodzie na 20 kilometrów (z czasem 1:21,36, za Jozefem Pribilinecem i Maurizio Damilano). W 1989 r. zdobył srebrny medal na letniej uniwersjadzie w Duisburgu, w chodzie na 20 kilometrów (z czasem 1:23,39, za Walterem Areną). Dwukrotnie startował w mistrzostwach świata (Rzym 1987, Tokio 1991), nie odnosząc sukcesów. W 1991 r. zajął 4. miejsce w chodzie na 5000 metrów podczas halowych mistrzostw świata w Sewilli (z czasem 18:53,83, za Michaiłem Szczennikowem, Giovannim De Benedictisem i Francem Kostiukiewiczem). W 1992 r. zajął 10. miejsce w chodzie na dystansie 20 kilometrów podczas olimpiady w Barcelonie (z czasem 1:26,38).
W 1990 r. zdobył tytuł mistrza Hiszpanii w chodzie na 20 kilometrów. był również czterokrotnym mistrzem Hiszpanii w chodzie na 5000 metrów, w latach 1986, 1987, 1990, 1992.

## Rekordy życiowe
- chód na 5000 metrów (hala) – 18:53,83 – Sevilla 10/03/1991
- chód na 10 kilometrów – 39:51,1 – Pontevedra 20/07/1986
- chód na 20 kilometrów – 1:21:36 – Stuttgart 27/08/1986